# San Augustine
San Augustine é uma cidade  localizada no estado norte-americano de Texas, no Condado de San Augustine.

## Demografia
Segundo o censo norte-americano de 2000, a sua população era de 2475 habitantes.
Em 2006, foi estimada uma população de 2434, um decréscimo de 41 (-1.7%).

## Geografia
De acordo com o United States Census Bureau tem uma área de
12,5 km², dos quais 12,2 km² cobertos por terra e 0,3 km² cobertos por água.

## Localidades na vizinhança
O diagrama seguinte representa as localidades num raio de 32 km ao redor de San Augustine.